# Layla e Majnun

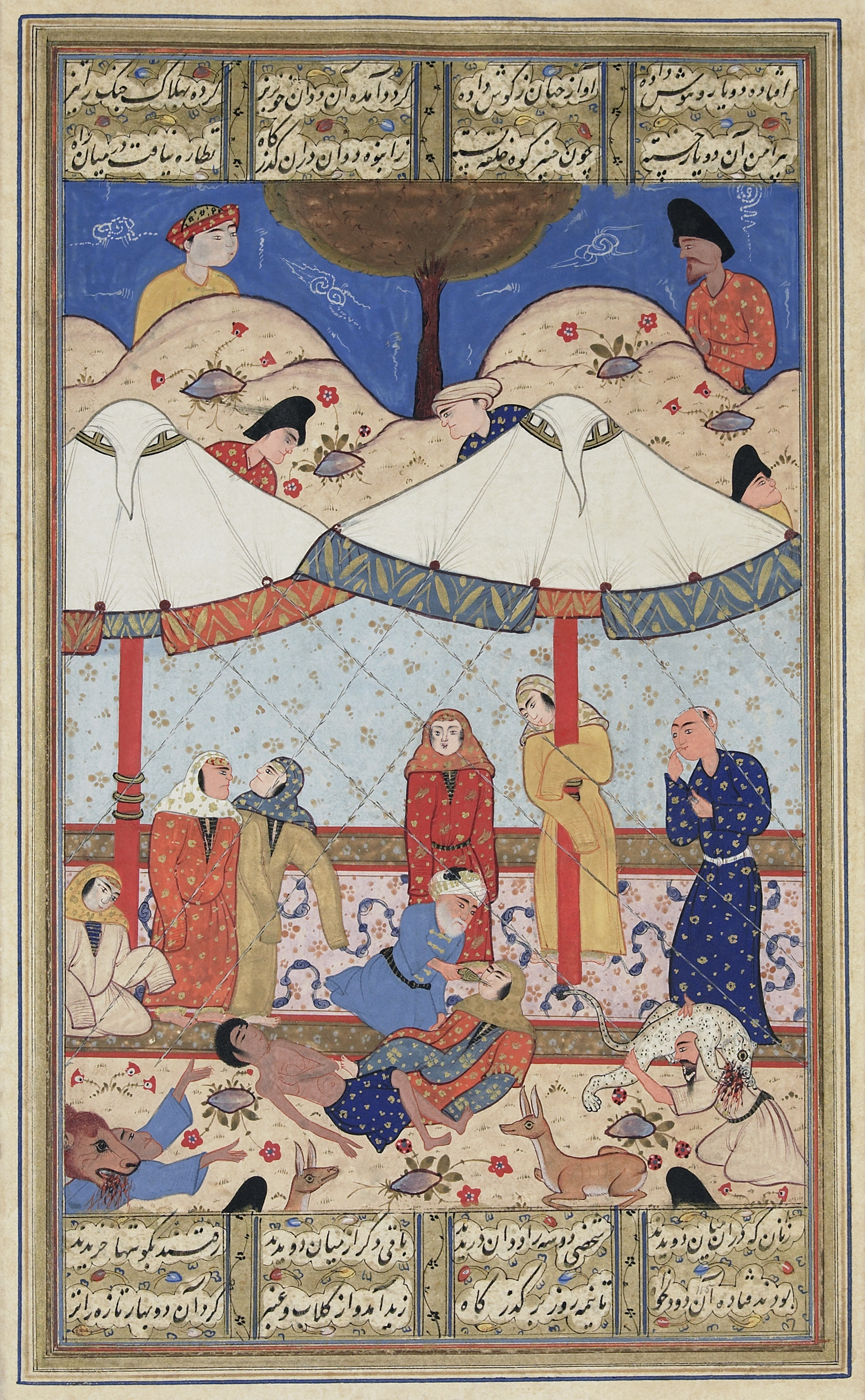
Una scena dell'adattamento di Nizami Ganjavi della storia. Layla e Majnun si incontrano per l'ultima volta prima della loro morte. Sono entrambi indeboliti e il messaggero anziano di Majnun tenta di far rinvenire Layla mentre le bestie proteggono la coppia dagli ospiti indesiderati. Illustrazione del tardo XVI secolo.

Layla e Majnun nota anche come Il Folle e Layla ― in arabo مجنون و ليلى (Majnun e Layla) o قيس وليلى (Qays e Layla), in lingua persiana لیلی و مجنون (Leyle ve Majnun), Leyli və Məcnun in azero, Leyla ile Mecnun in turco ― è una classica storia persiana di amore contrastato. È basata sulla storia vera di un giovane chiamato Qays ibn al-Mulawwaḥ (in arabo قيس بن الملوح‎?), originario del nord della penisola arabica durante il periodo omayyade nel VII secolo. In una versione, egli passa la giovinezza con Layla, sorvegliandone i greggi. In un'altra versione, dopo aver visto Layla, se ne innamora perdutamente. In entrambe le varianti in ogni caso impazzisce quando il padre di lei gli impedisce di sposarla; perciò venne chiamato "Majnun-e Layla" (in persiano: مجنونِ لیلا), ovvero "Pazzo di Layla".

## Storia
Qays ibn al-Mulawwah ibn Muzāhim, era un poeta beduino. Si innamorò di Layla bint Mahdi ibn Saʿd, della sua stessa tribù, meglio nota come Layla al-Āmīriyya. Presto compose poemi sul suo amore per lei, talvolta menzionandone il nome. Quando chiese la sua mano, il padre rifiutò perché quel matrimonio sarebbe stato uno scandalo, il cui prezzo sarebbe stato pagato dalla ragazza. Poco dopo, lei sposò un altro.
Quando Qays seppe del matrimonio, lasciò l'accampamento della tribù e cominciò a vagare nel deserto circostante. La sua famiglia sperò in un ritorno e cominciò a lasciargli del cibo fuori dall'abitato. Poteva talvolta essere sorpreso a recitare poesie da solo, o a scrivere sulla sabbia con un bastone.
Layla si trasferì, con il marito, in quello che è oggi il territorio iracheno, dove si ammalò e morì. Qays fu successivamente trovato morto nel deserto nel 688 vicino alla tomba di una donna sconosciuta. Aveva inciso tre versi poetici su una roccia vicino alla tomba, gli ultimi tre versi attribuibili a lui.
Molti altri incidenti minori accaddero nel periodo compreso tra la sua pazzia e la sua morte. La maggior parte delle sue poesie fu composta prima della sua follia.
Fra i poemi attribuiti a Qays ibn al-Mulawwah, ecco un passo riferito a Layla:
E bacio questa parete e quest'altra

Non è per le case l'Amore che ha preso il mio cuore

Ma per Colei che in queste case dimora»

### Varianti
In India si crede che Layla e Majnun trovarono rifugio in un villaggio del Rajasthan prima di esalare l'ultimo respiro. Si dice che le 'tombe' di Layla e Majnun si trovino nel villaggio di Bijnore vicino Anupgarh nel distretto di Sriganganagar. Secondo una locale leggenda rurale, Layla e Majnun fuggirono e morirono qui. Centinaia di fidanzati e novelli sposi vengono qui da India e Pakistan, nonostante non ci siano strutture turistiche, per partecipare a due giorni di feste in giugno.
Un'altra tomba di Layla e Majnun si trova ad al-Hufūf, Arabia Saudita.
Un'altra variante del racconto vuole che Layla e Majnun si siano incontrati a scuola. Majnun si innamorò di Layla e venne da lei distratto. Il maestro picchiò Majnun in quanto concentrava le sue attenzioni su Layla e non sull'attività scolastica. Ma avvenne qualcosa di magico. Majnun viene colpito ma fu Layla a sanguinare per le sue ferite. La notizia si diffuse e causò un litigio fra le due famiglie. Separati nell'infanzia, Layla e Majnun si incontrano di nuovo in gioventù. Tabrez, il fratello di Layla, non voleva che lei infangasse il nome della famiglia sposando Majnun. Tabrez e Majnun litigano; pazzo di Layla, Majnun uccise Tabrez. Majnun venne arrestato, dopo che la notizia raggiunge il villaggio, e quivi condannato alla lapidazione. Layla non poté sopportare la condanna e acconsentì a sposare un altro uomo in cambio della salvezza di Majnun, che venne esiliato. Layla si sposò, anche se rimase legata sentimentalmente a Majnun. Comprendendo ciò, suo marito cavalcò nel deserto alla ricerca di Majnun, e lo sfidò a un duello all'ultimo sangue. Nello stesso istante in cui il marito di Layla trafisse, con la spada, il cuore di Majnun, Layla cade a terra in casa sua. Layla e Majnun vennero sepolti uno accanto all'altra e il marito di lei ed entrambi i padri pregarono per loro. Il mito vuole che Layla e Majnun si siano incontrati di nuovo in paradiso, dove si amarono per sempre.

## Storia e influenza

### Persianizzazione della storia

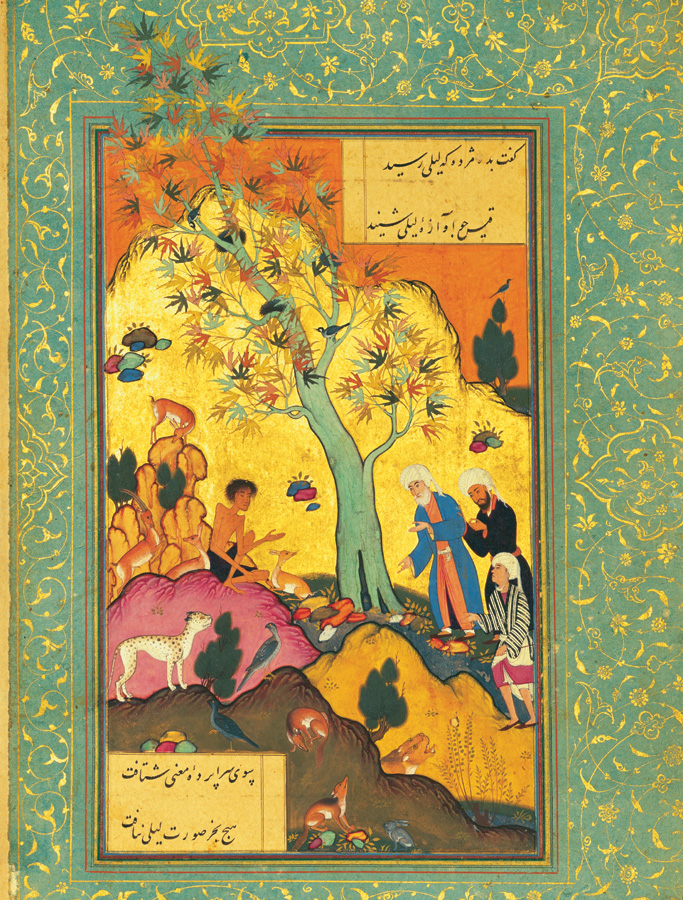
Majnun nella selva.

Dal folklore arabo e Habib la storia passa alla letteratura persiana. La storia di Lili o Majnoon era nota in persiano almeno dal tempo di Rudaki, che cita gli amanti.
Nonostante la storia fosse popolare nella Persia del XII secolo, fu col capolavoro di Nizami Ganjavi che irruppe nella letteratura persiana. Nizami attinge da fonti sia laiche che mistiche su Majnun e ritrae vividamente i famosi amanti. In seguito molti altri poeti persiani lo imitarono e scrissero le loro versioni della storia. Raccogliendo su Majnun informazioni sia dalla tradizione laica che da quella mistica, Nizami ritrasse vividamente la figura di questo leggendario amante che ispirò tutti i successivi poeti, da molti di questi fu imitato e molti scrissero una loro versione della storia. Nizami usa varie caratteristiche derivate dalla poesia d'amore ‘Udhrita e le fonde con la sua cultura persiana. Egli persianizza il poema aggiungendo molte tecniche ereditate dalla tradizione epica persiana, come la descrizione dei personaggi, le relazioni fra di loro, la descrizione del tempo e degli ambienti, ecc.
Nel suo adattamento, i giovani amanti si conoscono a scuola e si innamorano perdutamente. Ciò nonostante, non possono sposarsi a causa di una faida famigliare, e la famiglia di Layla le organizza un matrimonio con un altro uomo. È una tragica storia di un amore mai spento simile al successivo Romeo e Giulietta. Questo tipo di amore è noto nella cultura araba come "amore vergine" (arabo: حب عذري), perché gli amanti non si sposano mai né hanno rapporti. Altri famosi amori vergini sono le storie di "Qays e Lubna", "Kuthair e Azza", "Marwa e Al Majnoun Al Faransi" e "Antara e Abla". Il motivo letterario stesso è comune nel mondo, specialmente nella letteratura musulmana dell'Asia meridionale, come ghazal in Urdu.
Secondo Rudolf Gelpke: Molti poeti successivi hanno imitato il lavoro di Nizami, pur non potendo né eguagliarlo né certamente superarlo; Persiani, Turchi, Indiani, per nominare solo i più importanti. Lo studioso persiano Hekmat ha elencato non meno di quaranta versioni persiane e tredici turche di Layli e Majnun.
Secondo Vahid Dastgerdi: «Se si volesse cercare in tutte le librerie del mondo, probabilmente si troverebbero più di mille versioni di Layla e Majnun».

### Adattamento in azero

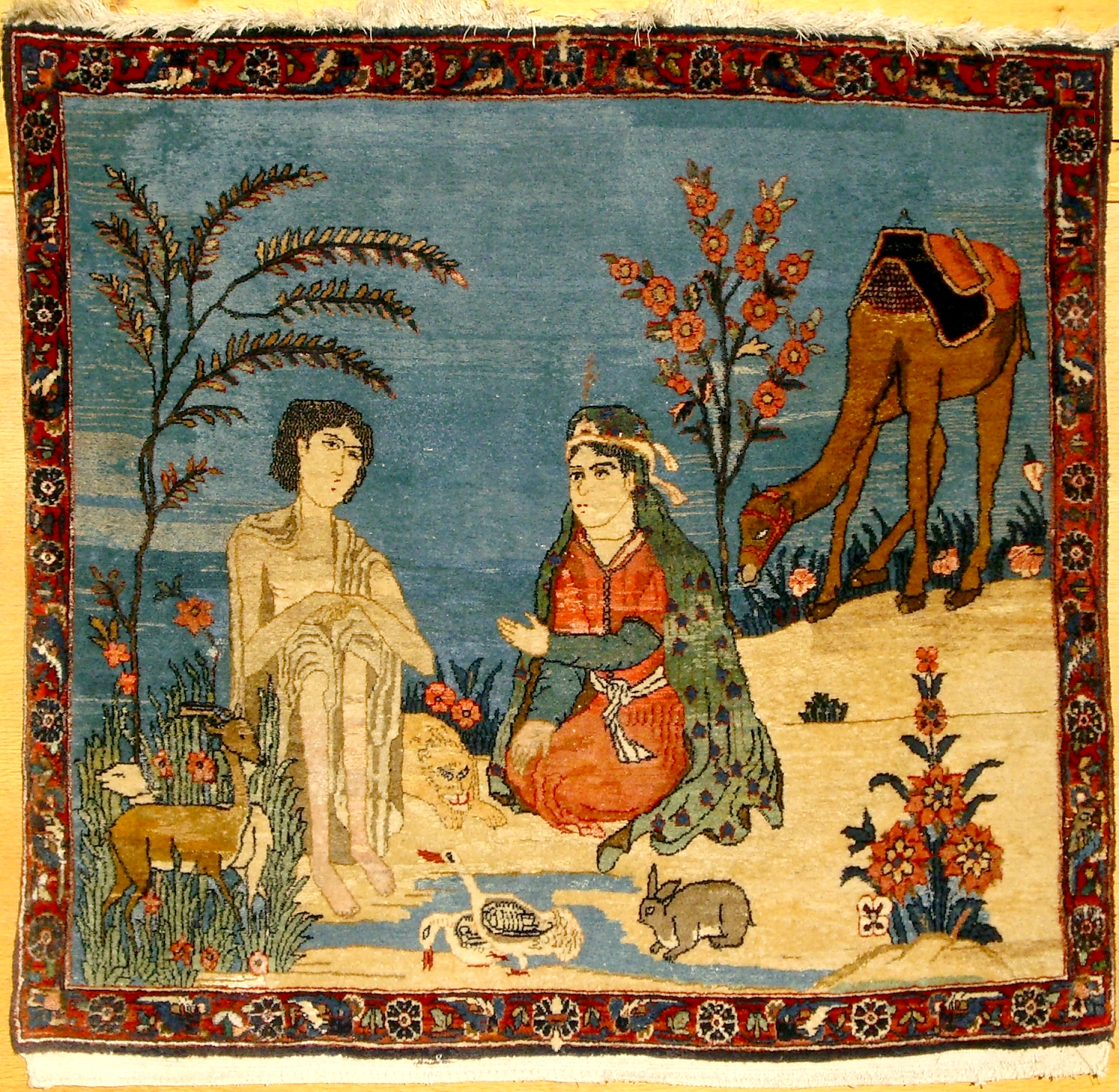
Arte popolare azera basata sulla storia di Layla e Majnun di Nizami Ganjavi.

L'adattamento in lingua azera della storia, Dâstân-ı Leylî vü Mecnûn (داستان ليلى و مجنون; "L'epica di Layla e Majnun") è stata scritta nel XVI secolo da Fuzûlî. La versione di Fuzûlî fu musicata dal compositore azero Üzeyir Hacıbəyov, che compose quella che sarebbe diventata la prima opera del Medio Oriente. Debuttò a Baku il 25 gennaio 1908. La storia era già stata trasposta sul palcoscenico nel tardo XIX secolo, quando Ahmed Shawqi ricavò dalla storia un dramma, ora considerato uno dei migliori nella moderna letteratura araba. Le battute di Qays nel dramma talvolta sono confuse coi suoi reali componimenti.
Una scena del poema è coniata sul rovescio della moneta commemorativa azera da 100 e da 50 manat stampata nel 1996 per il cinquecentenario dell'attività artistica di Fuzûlî.

## Altre influenze
La grande popolarità della leggenda ha influenzato la letteratura mediorientale, specialmente gli scrittori Sufi, per i quali il nome Layla si riferisce al concetto dell'Amato. La storia originale viene riportata anche nello scritto mistico Le sette valli di Bahá'u'lláh. Etimologicamente Layla deriva dal termine ebraico e arabo per "notte" e si pensa significhi "colui che lavora di notte". È un'apparente allusione al fatto che l'amore dei due protagonisti è nascosto e tenuto segreto. Nella lingua persiana e araba, il termine Majnun significa "pazzo". Oltre che in questo uso creativo del linguaggio, il racconto ha contribuito al gergo popolare almeno in un altro modo, ispirando il modo di dire turco "sentirsi come Layla", ovvero essere completamente storditi, come ci si aspetta sia una persona che è letteralmente pazza per amore.
Il poema epico fu tradotto in inglese da Isaac D'Israeli nei primi anni del 1800, permettendo a un ampio pubblico di apprezzarlo.
Layla è stata anche citata in molti testi religiosi di Aleister Crowley, compreso il famoso Libro delle bugie.

## Cultura di massa
- Il gruppo italiano Radiodervish ha composto una canzone dal titolo Layla e Majnun nella quale si narra della storia dei due innamorati. La canzone è contenuta nell'album In search of Simurgh ed è completamente cantata in arabo dal cantante Nabil Salameh.
- Il nome "Layla" è servito come ispirazione a Eric Clapton per il titolo del famoso album Layla and Other Assorted Love Songs dei Derek and the Dominos e della sua title track. La canzone I Am Yours è una citazione diretta di un passaggio di Layla and Majnun.
- Il racconto di Layla e Majnun è stato il soggetto di vari film di Bollywood sin dal 1920. Uno dei più famosi, Laila Majnun, è stato prodotto nel 1976. Nel 2007 la storia è stata presentata sia come sottotrama che come balletto nel film Aaja Nachle. C'è un riferimento alla storia nella canzone 'Laila' dal film Qurbani. Inoltre nell'India britannica il primo film in lingua pashtu fu un adattamento della storia.
- Il termine Layla-Majnun è talvolta usato per gli amanti, e Majnun è comunemente usato per riferirsi a una persona pazza per amore.
- Su una delle pareti della stazione Alisher Navoi nella Metropolitana di Tashkent in Uzbekistan è rappresentata la storia su piastrelle blue e verdi.
- Nel libro Mille splendidi soli dell'autore afghano Khaled Hosseini, Rasheed a volte si riferisce a Laila e Tariq come Layla e Majnun.